# Ераст Фандорін
Ераст Петрович Фандо́рін (рос. Эраст Петрович Фандорин) — герой серії історичних детективів російського письменника Бориса Акуніна (псевдонім Григорія Шалвовича Чхартішвілі) «Пригоди Ераста Фандоріна». У цій серії письменник поставив собі за мету написати усі види літературного детектива (по одному у кожній книзі).
Фандорін втілив ідеал аристократа XIX століття: шляхетність, освіченість, відданість, непідкупність, вірність принципам. Крім того, Ераст Петрович красень, у нього бездоганні манери, він має успіх у жінок, хоча завжди самотній, і йому надзвичайно щастить в азартних іграх.

## Біографія
Ераст Петрович народився на початку січня 1856 року. Він був нащадком старовинної дворянської родини. Мати хлопчика померла після пологів, батько, оплакуючи мертву дружину, яку звали Єлизаветою, назвав дитину Ерастом (у відомому сентиментальному романі Карамзіна «Бідна Ліза», героїню, котру звуть теж Лізою, занапастив юнак на ім'я Ераст). Ім'я Ліза (Єлизавета, Лізонька) стає фатальним для Ераста Петровича Фандоріна. Дитинство і юність Ераста пройшли у достатку, він одержав як гарну домашню освіту, так і гімназичну. Зокрема, від бонни-англійки хлопчик досконало перейняв англійську мову (надалі він оволодіє французькою, німецькою, турецькою та японською). Але любов Петра Ісаакійовича Фандоріна до азартних ігор в результаті привела до руйнування капіталу сім'ї. Петро Ісакійович не витримує удару долі і вмирає від серцевого нападу, не залишивши синові абсолютно ніяких засобів до існування. Як наслідок, Фандорін не мав можливості отримати вищу освіту і вступити до університету і був змушений сам себе утримувати, для чого поступив на службу до поліції. Інтерес до всього, що пов'язане з розслідуванням злочинів, привів його до московського поліцейського управління. Його начальником та наставником в цей період стає слідчий пристав, Ксаверій Феофілактович Грушин.
У 1876 році розкриває таємниче товариство «Азазель», але за знищення потужної організації Ераст Петрович платить велику ціну — життям своєї молодої дружини Лізи («Азазель»).
У 1877–1878 роках, під час російсько-турецької війни, переживаючи депресію, Фандорін разом з Варварою Андріївною Суворовою виявляє турецького агента («Турецький гамбіт»).
У тому ж 1878 році, Фандорін розкриває серійні вбивства на кораблі «Левіафан», який прямував до Японії, куди направлений був працювати Ераст Петрович («Левіафан»).
Вже у Японії, Ераст Петрович береться за справу, яка пов'язана з таємничою організацією та давніми японськими найманцями — ніндзя, також, в цій країні, Фандорін знаходить собі вірного друга та слугу — Масахіро Сібату, скорочено Маса («Діамантова колісниця. Том ІІ»).
У 1881 році Ераст Петрович розкриває причину дивної смерті свого колишнього співробітника («Сігумо»).
Через рік, у 1882 році, Ераст Петрович повертається до Росії, у Москву. Його запрошують на службу до московського генерал-губернатора. Але в день повернення Фандоріна відбувається страшна подія — при загадкових обставинах помирає Михайло Соболев. Ераст Петрович знав його, тому для нього розкриття цього злочину справа честі («Смерть Ахіллеса»).
1883 рік. Ераст Петрович береться за справу про смерть Леонарда фон Мака («З життя трісок»).
1884 рік. Ераста Фандоріна просять допомогти у розкритті справи про жорстоко убитого антиквара. У крамниці небіжчика, Фандорін знаходить сховані чотки, він розуміє, що вбивство сталося саме через них.
Розмірковуючи у себе вдома над питанням, кому ж потрібна була смерть антиквара, Фандорін починає перебирати чотки та помічає, що через їхній перестукіт міркувати дуже легко і мало того, сама знаходиться відповідь («Нефритові чотки»).
1886 рік. Фандорін намагається зловити шахрая Момуса. Зловити злочинця йому допомагає Онисій Тюльпанов («Піковий валет»).
1887 рік. Ераст Петрович Фандорін з Онисієм Тюльпановим розкривають справу пов'язану зі смертю однієї заможної жінки («Скарпея Баскакових»).
1889 рік. На вулицях Москви орудує невідомий убивця-маніяк, який пізніше виявляється самим Джеком-Різником. Врешті-решт, маніяк вбиває Тюльпанова, а Фандорін застрелює його, наче скажену собаку («Декоратор»).
1891 рік. Ераст Фандорін готується зайняти посаду московського обер-поліцмейстера, яку йому пропонує генерал-губернатор. Але планам Ераста Петровича та генерал-губернатора заважає несподіване і зухвале вбивство генерала Храпова («Статський радник»).
1891 рік. Бристоль. Велика Британія. Ераст Петрович — вигнанець з дуже обмеженими коштами. Вказана обставина призводить до того, що він змушений винаймати скромну квартирку у такої собі міс Палмер («Чаювання у Бристолі»).
1894 рік. Вайомінг. США. Фандоріна запрошують розкрити справу, пов'язану з бандою «Чорних хусток» («Долина мрії»).
1896 рік. Москва. Росія. Під час коронації імператора Миколи Другого, злочинець міжнародного масштабу доктор Лінд здійснює зухвале викрадення одного з кузенів імператора — малолітнього Мікі (Михайла Георгійовича). Одна з наймасштабніших книг Бориса Акуніна («Коронація»).
1897 рік. Вологодська губернія. Росія. Під ім'ям купця Ераста Петровича Кузнецова Фандорін таємно прибуває до Росії. Ераст Фандорін хоче взяти участь у переписі населення Російської імперії («Перед кінцем світу»).
1899 рік. Замок Во-Гарні. Острів Сен-Мало. Франція. Ераст Фандорін спільно з Шерлоком Холмсом намагаються врятувати статки та дочку мсьє дез Ессара. В ході розслідування два великих сищика і доктор Ватсон зіткнуться із знаменитим шахраєм, кримінальним генієм Арсеном Люпеном. Дія відбувається в останні години 1899 року, напередодні настання XX століття («Полонянка вежі, або Короткий, але чудовий шлях трьох мудрих»).
1900 рік. Фандорін розкриває справу, яка пов'язана з клубом самогубців («Коханка смерті»).
1900 рік. Ераст Петрович паралельно з клубом «Коханців смерті» намагається розкрити іншу справу («Коханець смерті»).
1905 рік. Санкт-Петербург, Москва. Росія. У зв'язку з початком російсько-японської війни Фандорін приймає рішення повернутися на батьківщину, бо Росії необхідні фахівці-японознавці («Діамантова колісниця. Том І»).

## Книги про Ераста Фандоріна
- Азазель (1876 рік)
- Турецький гамбіт (дія відбувається під час російсько-турецької війни 1877–1878 р.р.)
- Левіафан (1878 рік)
- Смерть Ахіллеса (1882 рік)
- Особливі доручення

Піковий валет (1886 рік)
Декоратор (1889 рік)
- Статський радник (1891 рік)
- Коронація (дія відбувається у 1896 році, під час коронації Миколи ІІ)
- Коханка смерті (1900 рік)
- Коханець смерті (1900 рік)
- Алмазна колісниця

Том І (дія відбувається під час російсько-японської війни у 1905 році)
Том ІІ (1878 рік)
- Нефритові чотки

Сігумо (1881 рік)
Table-talk 1882 року (1882 рік)
З життя трісок (1883 рік)
Нефритові чотки (1884 рік)
Скарпея Баскакових (1888 рік)
Одна десята відсотка (1890 рік)
Чаювання у Бристолі (1891 рік)
Долина мрії (1894 рік)
Перед кінцем світу (1897 рік)
Полонянка вежі, або Короткий, але чудовий шлях трьох мудрих (дія відбувається у Франції, під час святкування нового 1900 року)
- Весь світ театр (1911 рік, Москва)
- Чорне місто (кін. ХІХ ст., Баку; видано у 2012 р.)
- Планета Вода (1903, 1906, 1912; видано у 2015 р.)
- Не прощаюся (1917-1921; видано у 2018 р.)

## Екранізації

### Азазель
Російський телесеріал 2002 року, екранізація першої книги Бориса Акуніна про пригоди Ераста Фандоріна.
У головних ролях
Ілля Носков — Ераст Фандорін
Сергій Безруков — Іван Францевич Бріллінг
Марина Александрова — Ліза фон Еверт-Колокольцева

### Турецький гамбіт
Пригодницький кінофільм, знятий за однойменною книгою Бориса Акуніна.
Події відбуваються під час російсько-турецької війни. Фандорін намагається знайти загадкового шпигуна турецької розвідки, Анвара Ефенді.
У головних ролях
Єгор Бероєв — Ераст Петрович Фандорін
Ольга Красько — Варвара Андріївна Суворова
Олександр Балуєв — генерал Скобелев
Олександр Ликов — капітан Перепьолкін (Анвар Ефенді)
Володимир Ільїн — генерал Мізинов
Олексій Гуськов — Казанзакі
Даніель Ольбрихський — журналіст Шеймас Маклафлін
Дідьє Б'єнеме — журналіст Шарль д'Евре
Віктор Вержбицький — Лукан, румунський полковник
Олександр Олешко — Петро Яблоков

### Статський радник
Статський радник (рос. «Статскій Совѣтникъ») — російський художній фільм 2005 року, екранізація роману Бориса Акуніна «Статський радник».
У головних ролях
Микита Міхалков — Гліб Георгійович Пожарський
Олег Меньшиков — Ераст Петрович Фандорін
Михайло Єфремов — Мильников
Костянтин Хабенський — «Грін» (Григорій Грінберг)
Олексій Горбунов — «Рахмет» (Микола Селезньов)
Масамі Агава — Маса

### Зимова королева
Американський фільм, який зараз лише планують знімати.